# Rendre la justice
Pour plus de détails, voir Fiche technique et Distribution.
Rendre la justice est un film documentaire français réalisé en 2019 par Robert Salis.
Il est consacré à la justice française et se compose d’auditions de magistrats. 
Un livre a également été publié.

## Fiche technique
Auteurs : Jean-Christophe Hullin (conseiller à la cour d'appel de Versailles, président des cours d’assises de Versailles, Nanterre, Pontoise et Chartres) et Robert Salis.

## Magistrats auditionnés
Les magistrats suivants s’expriment dans le film :
- André Potocki, juge français à la Cour européenne des droits de l'homme ;
- Fabienne Siredey-Garnier, présidente de chambre correctionnelle au tribunal judiciaire de Paris ;
- François Molins, procureur général près la Cour de cassation ;
- Gwenola Joly-Coz, présidente du tribunal judiciaire de Pointoise ;
- Étienne Madranges, avocat général à la cour d'appel de Paris ;
- Anne Caron-Déglise, présidente de la chambre de la protection de personnes à la cour d'appel de Versailles ;
- Bruno Cotte, juge français à la Cour pénale internationale ;
- Jean-Paul Besson, premier vice-président au tribunal judiciaire de Paris ;
- Emmanuelle Perreux, directrice des études à l’École nationale de la magistrature ;
- Clara Lanoës et Chloé Segal, auditrices de justice ;
- Renaud Denoix de Saint Marc, membre du Conseil constitutionnel ;
- Renaud Le Breton de Vannoise et Fabienne Klein-Donati, président et procureur de la République du tribunal judiciaire de Bobigny ;
- Flavien Fouquet et Didier Allard, substitut du procureur et vice-procureur du tribunal judiciaire de Bobigny ;
- Camel Bouaouiche, vice-procureur chargé de l’exécution des peines au tribunal judiciaire de Bobigny ;
- Marie-Pierre Hourcade, juge des enfants au tribunal judiciaire de Paris ;
- Youssef Badr, substitut du procureur du tribunal judiciaire de Paris ;
- Sylvia Desneuf-Freitas, juge aux affaires familiales au tribunal judiciaire de Paris ;
- Cécile Simon, première vice-présidente chargée de l’instruction au tribunal judiciaire de Bordeaux ;
- Maryvonne Caillibotte, avocate générale à la cour d’assises de Paris ;
- Olivier Leurent, directeur de l’École nationale de la magistrature ;
- Didier Guérin, président de la chambre criminelle de la Cour de cassation ;
- Jean-Michel Hayat, président du tribunal judiciaire de Paris.

## Lieux de tournage
Le film Rendre la justice montre de longs plans de lieux liés à la justice, comme des palais de justice et des lieux de privations de liberté.

« Toute la symbolique du fonctionnement judiciaire est l’héritière d’une vieille idée selon laquelle il faut impressionner le justiciable pour asseoir l’autorité de la justice. »

— André Potocki

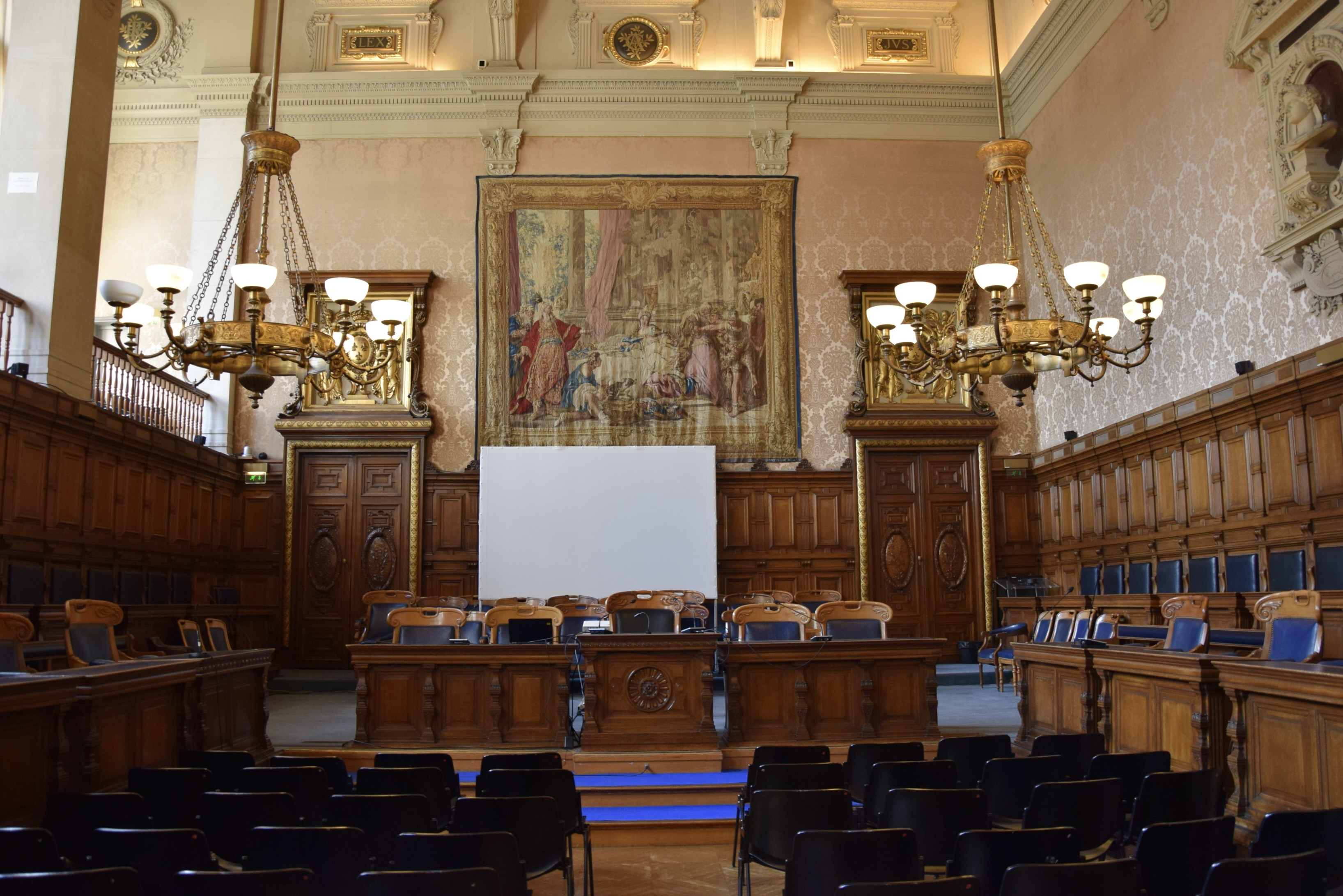
Première chambre de la cour d'appel de Paris (Palais de justice de Paris)
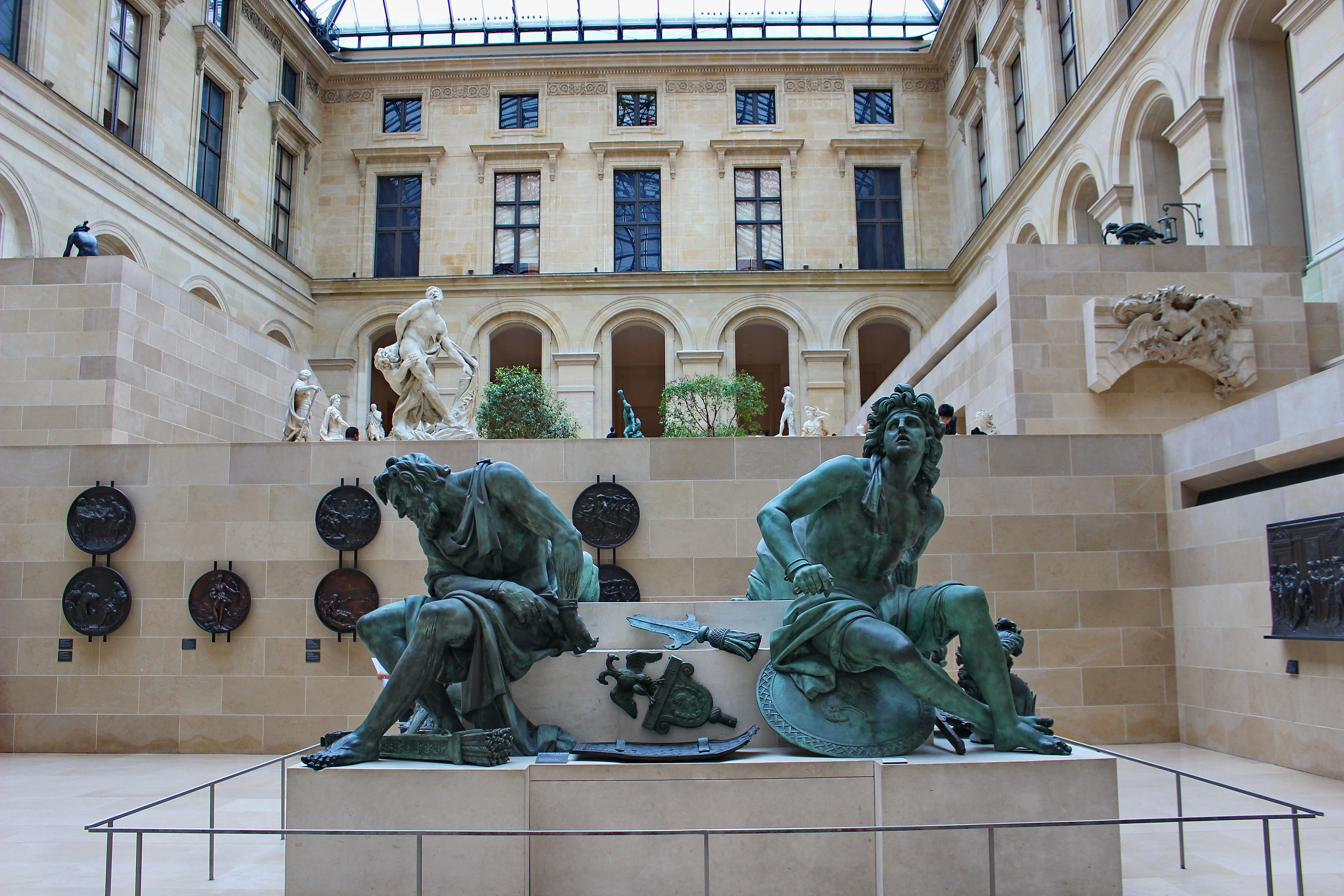
Les Captifs (Musée du Louvre)
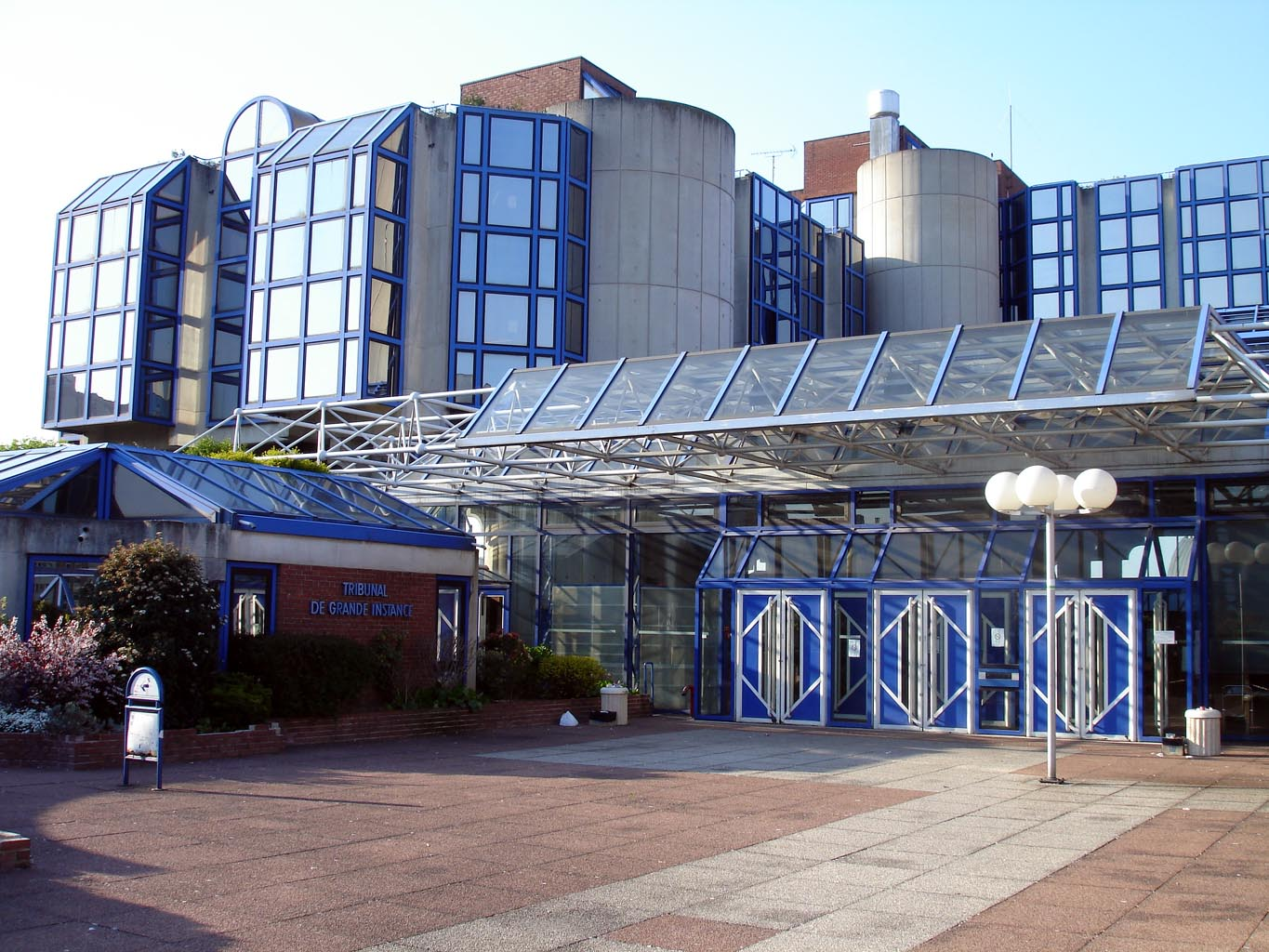
Palais de justice de Bobigny.
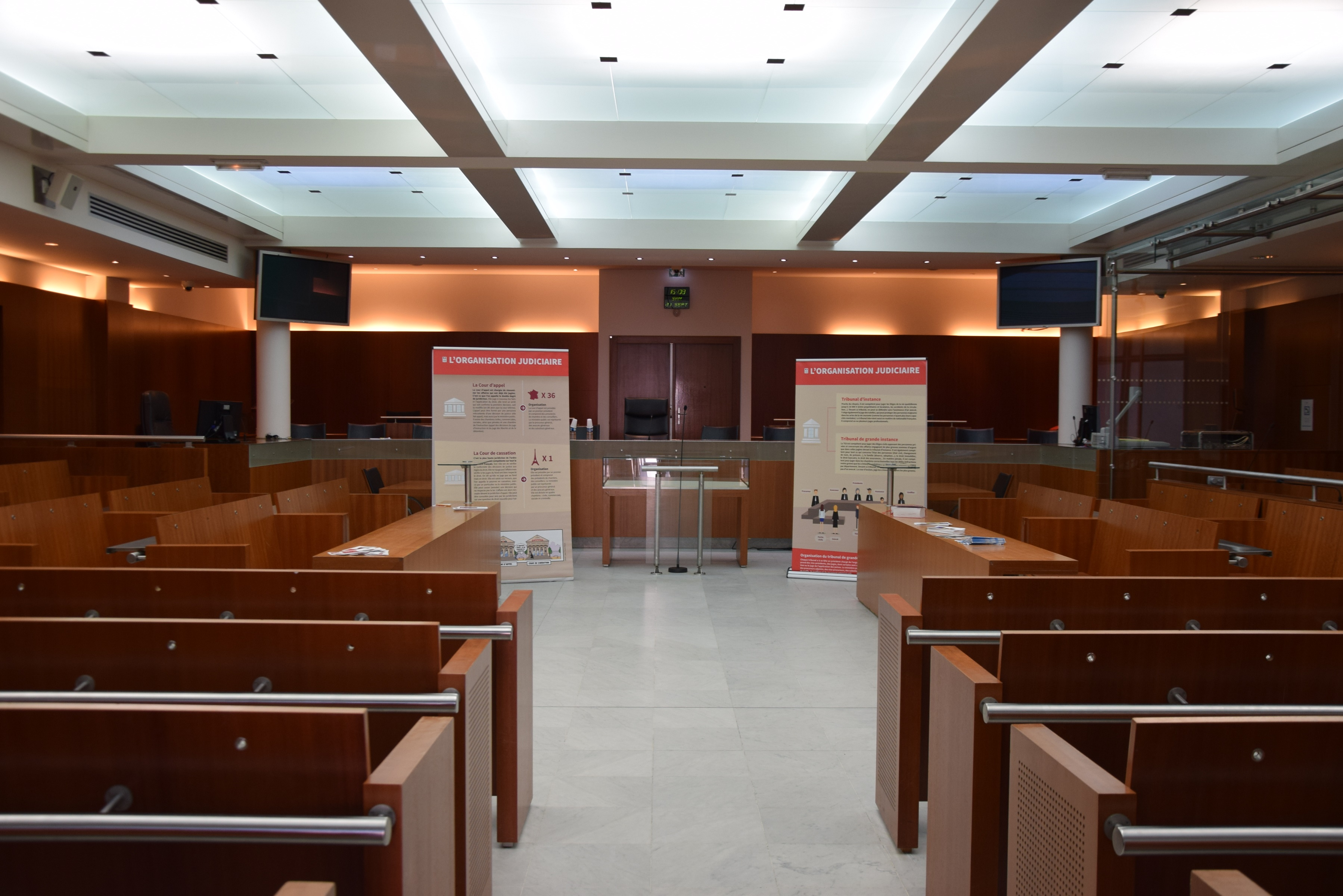
Cour d'assises de Versailles

## Accueil

### Critiques
Selon Pascale Robert-Diard dans Le Monde, le film compose le tableau d’une institution à la fois imposante et vulnérable.
Au contraire selon Thierry Chèze dans Première, « trop de pédagogie tue la pédagogie ». À l’inverse, les films de Raymond Depardon racontent tout. Les plans de ville ou de palais de justice sont là pour « meubler le temps qui passe ».

### Box-office
Le film a cumulé 4 283 entrées entre le 13 novembre et le 11 décembre.